# Mory, Pas-de-Calais
Mory là một xã trong tỉnh Pas-de-Calais, vùng Hauts-de-France, Pháp. 
Mory có cự ly 13 dặm (21 km) về phía nam Arras, tại giao lộ của các tuyến đường D36 và D36E. 

## Dân số
| 1962                                                              | 1968 | 1975 | 1982 | 1990 | 1999 | 2006 |
| ----------------------------------------------------------------- | ---- | ---- | ---- | ---- | ---- | ---- |
| 339                                                               | 353  | 315  | 314  | 319  | 339  | 346  |
| Số liệu điều tra dân số tính từ năm 1962, dân số chỉ tính một lần |      |      |      |      |      |      |

## Địa điểm nổi bật
- Nhà thờ St.Vaast, được xây lại, giống như xã này, sau thế chiến I.